# Plasma astrophysique

La nébuleuse de la Lagune, photographiée par le VLT Survey Telescope de l'observatoire du Cerro Paranal au Chili. Ce nuage géant de gaz et de poussière est le foyer de jeunes amas stellaires.

Un plasma astrophysique est un gaz ionisé dont les propriétés physiques sont étudiées en tant que filière de l'astrophysique. On croit qu'une grande partie de la matière baryonique se compose de plasma, un état de matière où les molécules n'existent pas ; les atomes sont si chauds qu'ils deviennent ionisés en se morcelant en cations (de charge positive) et électrons (de charge négative). Par conséquent, les particules sont chargées et sont fortement influencées par les champs électriques et magnétiques.
Tous les plasmas astrophysiques connus sont influencés par les champs aimantés. Puisque le nombre de charges portées par les électrons et celui de celles portées par les ions dans les plasmas sont égaux, ces derniers sont dans l'ensemble électriquement neutres et donc les champs électriques jouent un moindre rôle dynamique. Parce que les plasmas sont très conducteurs, tout déséquilibre de charge se neutralise vite.

## Observations
Il est possible d'étudier un plasma astrophysique de plusieurs façons parce qu'il émet des rayonnements d'une large gamme du spectre électromagnétique. Puisque les plasmas astrophysiques tendent à être très chauds (ce qui signifie une ionisation totale), les électrons chez les plasmas émettent continuellement des rayons X par le processus du rayonnement continu de freinage, où les électrons faillent de se heurter contre des noyaux atomiques. Cette forme de rayonnement peut se repérer grâce aux observatoires des rayons X, situés dans l'atmosphère supérieure ou en espace, comme le satellite Chandra-X. Les plasmas astrophysiques émettent également des ondes radio et des rayons gamma.

## Nature du plasma de l'espace
Les pionniers du plasma astrophysique Hannes Alfvén et Carl-Gunne Fälthammar (en) répartissent les plasmas dans le système solaire entre trois catégories distinctes.

Classement des plasmas cosmiques aimantés
| Caractéristique                                               | Catégories de densité Cette densité ne fait pas référence uniquement à celle des particules | Catégories de densité Cette densité ne fait pas référence uniquement à celle des particules | Catégories de densité Cette densité ne fait pas référence uniquement à celle des particules | Comparaison idéale                       |
| Caractéristique                                               | Haute densité                                                                               | Moyenne densité                                                                             | Basse densité                                                                               | Comparaison idéale                       |
| Critère                                                       | λ < ρ                                                                                       | λ < ρ < lc                                                                                  | lc < λ                                                                                      | lc < λD                                  |
| Exemples                                                      | Cœur d'étoiles Photosphère                                                                  | Couronne solaire Espace entre galaxies/étoiles Ionosphère au-dessus de 70 km                | Magnétosphere pendant perturbations. Espace entre planètes                                  | Charges uniques dans un vide poussé      |
| Diffusion                                                     | Isotrope                                                                                    | Anisotrope                                                                                  | Anisotrope et minimale                                                                      | Aucune diffusion                         |
| Conduction                                                    | Isotrope                                                                                    | Anisotrope                                                                                  | Non définie                                                                                 | Non définie                              |
| Champ électrique parallèle à B dans un gaz entièrement ionisé | Petit                                                                                       | Petit                                                                                       | N'importe quelle valeur                                                                     | N'importe quelle valeur                  |
| Mouvement des particules dans le plan perpendiculaire à B     | Chemin presque droit entre heurts                                                           | Cercle entre heurts                                                                         | Cercle                                                                                      | Cercle                                   |
| Chemine du centre guide parallèle à B                         | Chemin droit entre heurts                                                                   | Chemin droit entre heurts                                                                   | Oscillations (ex. entre points miroirs)                                                     | Oscillations (e.g. entre points miroirs) |
| Distance de Debye λD                                          | λD < lc                                                                                     | λD < lc                                                                                     | λD < lc                                                                                     | λD > lc                                  |
| Aptitude Magnétohydrodynamique                                | Oui                                                                                         | Plus ou moins                                                                               | Non                                                                                         | Non                                      |

λ=Libre parcours moyen. ρ= Rayon de Larmor de l'électron. λD=Longueur de Debye. lc=Longueur caractéristique
Adaption de Cosmical Electrodynamics (2nd Éd. 1952) Alfvén et Fälthammar

## Recherches et enquêtes
Les physiciens des plasmas et les astrophysiciens s'intéressent aux noyaux galactiques actifs, parce qu'ils sont les plasmas astrophysiques qui ressemblent le plus aux plasmas étudiés en laboratoire et ceux étudiés dans les expériences d'énergie à fusion. Ils démontrent une gamme de comportements magnétohydronamiques complexes, tels que la turbulence et les instabilités. Bien que ceux-ci se produisent aux échelles aussi grandes que le cœur galactique, la plupart des physiciens soutiennent l'hypothèse que chez la majorité des phénomènes les plus grands, aucun effet de plasma n'est en jeu.

## En cosmologie physique
En cosmologie primordiale, tout l'univers fut un plasma avant sa recombinaison. Plus tard, les premiers quasars se sont formés et émirent des rayonnements qui réionisèrent une grande partie de l'univers, celui-ci restant en grande partie dans une forme de plasma. Beaucoup de chercheurs estiment qu'une faible part de la matière baryonique est neutre. En particulier, les espaces entre galaxies, étoiles et planètes en plus des vents solaires sont principalement des plasmas diffus - les étoiles se composant de plasmas denses. L'étude de ces plasmas fait partie de la pensée astrophysique dominante et le modèle cosmologique dominant en tient compte. Cependant les modèles actuels suggèrent que les plasmas n'ont pas de grand rôle dans la formation des plus grandes structures, telles que les vides, amas de galaxies ou superamas.

## Historique
Il se peut que l'explorateur et physicien norvégien Kristian Birkeland soit le premier à prédire que l'espace est rempli de plasma. Il écrit, en 1913, « Cela semble être la conséquence naturelle de notre point de vue de présumer que l'espace entier est rempli de toutes sortes d'électrons et d'ions électriques volants ».
En 1937, le physicien des plasmas Hannes Alfvén soutint que, si le plasma occupait l'univers, il pourrait générer un champ magnétique galactique. Au cours des années 1940 et 1950, Alfvén développait la magnétohydrodynamique (MHD), qui permet le modelage des plasmas comme une onde dans un fluide, dont Alfvén était récompensé par le prix Nobel de physique en 1970. La MHD est un outil astronomique de base.